# Otto Wittmann (Geologe)
Otto Wittmann (* 23. März 1907 in Heidelberg; † 18. Februar 1986 in Schopfheim) war ein deutscher Geologe und Gymnasiallehrer. Er war Autor zahlreicher wissenschaftlicher Arbeiten und Bücher zur Geologie, Geografie und Landeskunde.

## Leben
Otto Wittmann wurde als Sohn des Oberpostinspektors Wilhelm Wittmann und seiner Frau Karoline geboren. Sein Abitur legte er 1926 am Realgymnasium in Ettenheim ab und begann das Studium der Naturwissenschaften an der Universität Bonn sowie in Freiburg und Heidelberg. Seine Promotion in Geologie beendete er summa cum laude 1932 an der Heidelberger Universität. Für eine mögliche Anstellung auf das höhere Lehramt legte er 1930 parallel das erste und 1932 das zweite Staatsexamen ab. Er wollte eigentlich als Landesgeologe tätig werden. Die beruflichen Aussichten erschienen ihm allerdings als zu unsicher, sodass er sich für eine Laufbahn im Schuldienst entschied.
Nach dem Studium war Wittmann von 1932 bis 1934 freiwillige wissenschaftliche Arbeitskraft an der Aufbauoberrealschule in Lahr. In dieser Zeit beschäftigte er sich mit dem Quartär und der Tektonik der Lahrer Vorberge. Von 1935 bis 1936 war er Assistent am geologisch-paläontologischen Institut der Universität Heidelberg. 1936 heiratete er seine Frau Josefa. Im Jahr 1940 wurde er in Furtwangen zum Studienrat ernannt und war während des Zweiten Weltkrieges Regierungsbaurat der Luftwaffe. Er geriet in Kriegsgefangenschaft und kehrte 1946 nach Deutschland zurück.
Nach Kriegsende begann er in Lörrach am Hans-Thoma-Gymnasium als Lehrer zu arbeiten, wo er 1959 zum Oberstudienrat und 1971 zum Gymnasialprofessor ernannt wurde. Neben seiner Zeit als Lehrer betrieb er geologische Studien im mittleren und südlichen Schwarzwald. 1948 wurde er daher ehrenamtlicher Mitarbeiter an der damaligen Badischen Geologischen Landesanstalt. Nach dem Krieg kartierte er das Blatt Lörrach neu, das 1952 in Druck ging. Dort galt sein besonderes Interesse der Stratigraphie von Jura, Tertiär sowie der Bruchzone zwischen Kandern und Lörrach, dem Dinkelberg, dem Isteiner Klotz, den Terrassen am Hochrhein, der Wiese und dem südöstlichen Ende des Oberrheingrabens.
1969 erhielt er einen Lehrauftrag für Geographie an der damaligen Pädagogischen Hochschule in Lörrach. Als das Dreiländermuseum 1978 in das Gebäude des Pädagogiums zog, übernahm Wittmann die Einrichtung der geologischen Abteilung, deren Ausstellungsgut er teils selbst beschaffte. 1973 zog Wittmann nach seiner Pensionierung von Lörrach nach Eimeldingen. Er arbeitete auch im Ruhestand mit Geologen aus dem Dreiländereck zusammen, insbesondere mit Kollegen aus Basel. Gemeinsam mit Hermann Fischer und Lukas Hauber gab er die geologische Karte Blatt Basel im Maßstab 1:25.000 heraus und erhielt 1973 von der Universität Basel die Ehrendoktorwürde verliehen. 1967 wurde er Ehrenmitglied des Oberrheinischen Geologischen Vereins (OGV). 
Nach schwerer Krankheit verstorben, wurde er in Eimeldingen beerdigt.

## Publikationen (Auswahl)
- Die biogeographischen Beziehungen der Südkontinente, Fischer Verlag, Jena 1934.
- Über das Diluvium der Lahrer Randhügelzone, Verlag Herder, Freiburg 1936.
- Die Niederterrassenfelder im Umkreis von Basel und ihre kartographische Darstellung, Pharos-Verlag, Schwabe, Basel 1961.
- Der Isteiner Klotz, Rombach Verlag, Freiburg 1966 (als Mitautor und Mitherausgeber).
- Raritäten und Curiositäten der Natur, Birkhäuser Verlag, Basel 1980.
- Stadt Lörrach (Hrsg.): Lörrach: Landschaft – Geschichte – Kultur. Verlag Stadt Lörrach, Lörrach 1983, ISBN 3-9800841-0-8 (als Mitautor).